# Thyridella canadensis
Thyridella canadensis är en svampart som först beskrevs av Ellis & Everh., och fick sitt nu gällande namn av Pier Andrea Saccardo 1895. Thyridella canadensis ingår i släktet Thyridella, divisionen sporsäcksvampar och riket svampar.   Inga underarter finns listade i Catalogue of Life.